# Leonel Almeida
Pour les articles homonymes, voir Almeida (homonymie).
Leonel Almeida est un chanteur cap-verdien né le 17 mai 1952 sur l’île de São Vicente.
À l'âge de 17 ans, il commence sa carrière musicale comme membre du groupe Birds, aux côtés du fameux guitariste et producteur Paulino Vieira. Après avoir fait des interprétations avec un grand nombre d'autres groupes, il a été forcé de s'enrôler dans l'armée portugaise quand il avait 20 ans. L'expérience devint un important tournant dans sa vie, car il commença à chanter des chants révolutionnaires. 
Ensuite, il rejoint le groupe Voz de Cabo Verde, qui était dirigé par le saxophoniste de légende Luis Morais. Il rejoint le groupe pour leurs tournées en Europe, aux États-Unis, et en Afrique, et a enregistré un nombre d'albums en tant que chanteur principal. Il abandonne sa carrière musicale en 2009, à la suite de son dernier enregistrement Serenata di Sodade.
Aujourd'hui, Leonel Almeida vit à Lisbonne, où il chante dans les différents lieux d'action et consacre son temps à son hobby car il est spécialiste en cuisine africaine.

## Distinction
En 2017 il reçoit à Lisbonne la médaille du Mérite attribuée par le gouvernement du Cap-Vert,.